# Natalya Akhrimenko
Natalya Akhrimenko (en russe : Наталья Николаевна Ахременко ; née le 12 mai 1955 à Novokouïbychevsk et morte le 10 mars 2025) est une athlète russe, ayant représenté l'Union soviétique, spécialiste du lancer du poids.

## Biographie

### Palmarès
| Date | Compétition                    | Lieu         | Résultat | Performance |
| ---- | ------------------------------ | ------------ | -------- | ----------- |
| 1980 | Jeux olympiques                | Moscou       | 7e       | 19,74 m     |
| 1983 | Universiade                    | Edmonton     | 3e       | 18,67 m     |
| 1986 | Goodwill Games                 | Moscou       | 2e       | 20,33 m     |
| 1986 | Championnats d'Europe          | Stuttgart    | 3e       | 20,68 m     |
| 1987 | Championnats d'Europe en salle | Liévin       | 1re      | 20,84 m     |
| 1987 | Championnats du monde en salle | Indianapolis | 5e       | 19,32 m     |
| 1987 | Championnats du monde          | Rome         | 5e       | 20,68 m     |
| 1988 | Jeux olympiques                | Séoul        | 7e       | 20,13 m     |

### Records
| Épreuve                    | Performance | Lieu      | Date            |
| -------------------------- | ----------- | --------- | --------------- |
| Lancer du poids            | 21,73 m     | Leselidze | 21 mai 1988     |
| Lancer du poids (en salle) | 21,26 m     | Léningrad | 24 janvier 1987 |